# Ferrimagnetismo

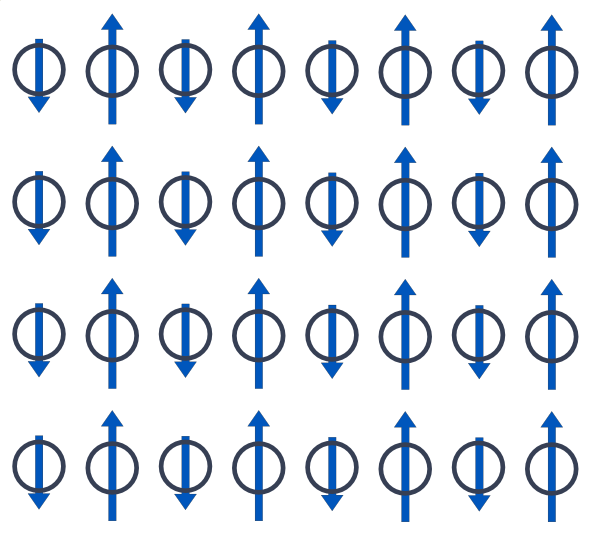
Esquema de ordenamiento ferrimagnético: las interacciones en cada línea son antiferromagnéticas, pero las columnas impares no compensan el momento magnético de las columnas pares.

El ferrimagnetismo es un fenómeno físico en el que se produce ordenamiento magnético de los momentos magnéticos de una muestra de modo que todos los momentos magnéticos están alineados en la misma dirección pero no en el mismo sentido. Así que algunos de ellos están opuestos y se anulan entre sí, en parte o completamente. Sin embargo estos momentos magnéticos que se pueden anular están distribuidos aleatoriamente y no consiguen anular por completo la magnetización espontánea. Un ferrimagneto es una muestra de material que presenta ferrimagnetismo. 
El ferrimagnetismo también presenta, como el ferromagnetismo, magnetizaciones permanentes y de saturación (punto en el que ya no aumenta la magnetización por más que aumentemos la fuerza del campo), aunque no en valores tan altos. Otra similitud es que por encima de la temperatura de Curie se pierde el ferrimagnetismo y el material pasa a ser paramagnético.
Los materiales ferrimagnéticos proceden normalmente de la ferrita. Las ferritas, siendo materiales cerámicos, son buenos aislantes eléctricos. En algunas aplicaciones magnéticas, tales como transformadores de alta frecuencia, se requiere una baja conductividad eléctrica.